# Полудуплекс комуникација
Полудуплекс комуникација (енгл. half-duplex) или полудвосмјерна комуникација је врста комуникације у којој се информације преносе у оба смјера, али наизмјенично.
Примјер полудуплекс комуникације је већина радио комуникација, гдје постоји фиксна фреквенција и саговорници наизмјенично шаљу и примају податке. Није могуће слање података од оба саговорника у исто вријеме као у пуној дуплекс комуникацији.